# Cerbalus
A Cerbalus a pókszabásúak (Arachnida) osztályának a pókok (Araneae) rendjébe, ezen belül a vadászpókok (Sparassidae) családjába tartozó nem.

## Előfordulásuk
A Cerbalus-fajok Észak-Afrikában, a Közel-Keleten és a Kanári-szigeteken fordulnak elő. Ezt a póknemet legelőször 1897-ben, Eugène Simon francia természettudós írta le, illetve nevezte meg.

## Rendszerezés
A nembe az alábbi 8 faj tartozik:
- Cerbalus alegranzaensis Wunderlich, 1992 — Kanári-szigetek
- Cerbalus aravaensis Levy, 2007 — Izrael, Jordánia
- Cerbalus ergensis Jäger, 2000 — Tunézia
- Cerbalus negebensis Levy, 1989 — Izrael
- Cerbalus pellitus Kritscher, 1960 — Egyiptom
- Cerbalus psammodes Levy, 1989 — Egyiptom, Izrael
- Cerbalus pulcherrimus Simon, 1880 — Észak-Afrika; típusfaj
- Cerbalus verneaui Simon, 1889 — Kanári-szigetek

## Fordítás
- Ez a szócikk részben vagy egészben  a   Cerbalus című angol Wikipédia-szócikk ezen változatának fordításán alapul.  Az eredeti cikk szerkesztőit annak laptörténete sorolja fel. Ez a jelzés csupán a megfogalmazás eredetét és a szerzői jogokat jelzi, nem szolgál a cikkben szereplő információk forrásmegjelöléseként.